# Andreas Bouchalakis
Andreas Bouchalakis (griechisch Ανδρέας Μπουχαλάκης; * 5. April 1993 in Iraklio) ist ein griechischer Fußballspieler. Er stand zuletzt bei Hertha BSC unter Vertrag.

## Karriere

### Vereine
Bouchalakis begann seine Karriere in seiner Heimatstadt bei Ergotelis. Für den Verein aus Iraklio debütierte er im Dezember 2011 in der Super League, als er am 13. Spieltag der Saison 2011/12 gegen Doxa Dramas in der Nachspielzeit für Michalis Fragoulakis eingewechselt wurde.
Mit Ergotelis stieg Bouchalakis zu Saisonende in die Football League ab. Nach nur einer Saison gelang allerdings der Wiederaufstieg. Im Sommer 2013 wechselte er zum Neo-Ligakonkurrenten Olympiakos Piräus. Für die Saison 2013/14 wurde er allerdings an Ergotelis zurückverliehen.
Ab der Saison 2014/15 kam Bouchalakis schließlich für Olympiakos zum Einsatz. Sein internationales Debüt für Piräus gab er im November 2014, als er im Gruppenspiel der Champions League gegen Atlético Madrid in der 72. Minute für Alejandro Damián Domínguez ins Spiel gebracht wurde.
Mit Olympiakos konnte Bouchalakis 2015, 2016 und 2017 griechischer Meister werden.
Am 27. Juli 2017 gab der englische Zweitligist Nottingham Forest die Verpflichtung von Bouchalakis bekannt und stattete ihn mit einem Dreijahresvertrag aus. Von diesen drei Vertragsjahren verbrachte er nur eines in England, bevor er im Sommer 2018 zu Olympiakos Piräus zurückkehrte und bis 2023 für den Verein aktiv war. Zwischenzeitlich war er in zwölf Rückrundenspielen der Saison 2022/23 für den türkischen Erstligisten Konyaspor in Aktion.
Kurz vor Schließen des Transferfensters wurde er in der bereits laufenden Saison 2023/24 vom Zweitligisten Hertha BSC bis Juni 2025 verpflichtet. Sein Vertrag wurde nicht verlängert.

### Nationalmannschaft
Bouchalakis spielte 2012 erstmals für die U19-Nationalmannschaft, mit der er an der Europameisterschaft teilnahm, bis ins Finale vorstieß und dort Spanien mit 0:1 unterlegen war.
2013 nahm er mit der U20-Nationalmannschaft an der Weltmeisterschaft teil, bevor sie im Achtelfinale der U20-Nationalmannschaft Usbekistans mit 1:3 unterlegen war. In jenem Jahr spielte Bouchalakis zudem erstmals für die U21-Nationalmannschaft. In drei Spieljahren wurde er acht weitere Male berücksichtigt, wobei ihm auch ein Tor gelang. Seit dem Jahr 2018 spielt er für die A-Nationalmannschaft.